# 布克特爾馬河
49°44′26″N 83°59′25″E / 49.7406°N 83.9903°E

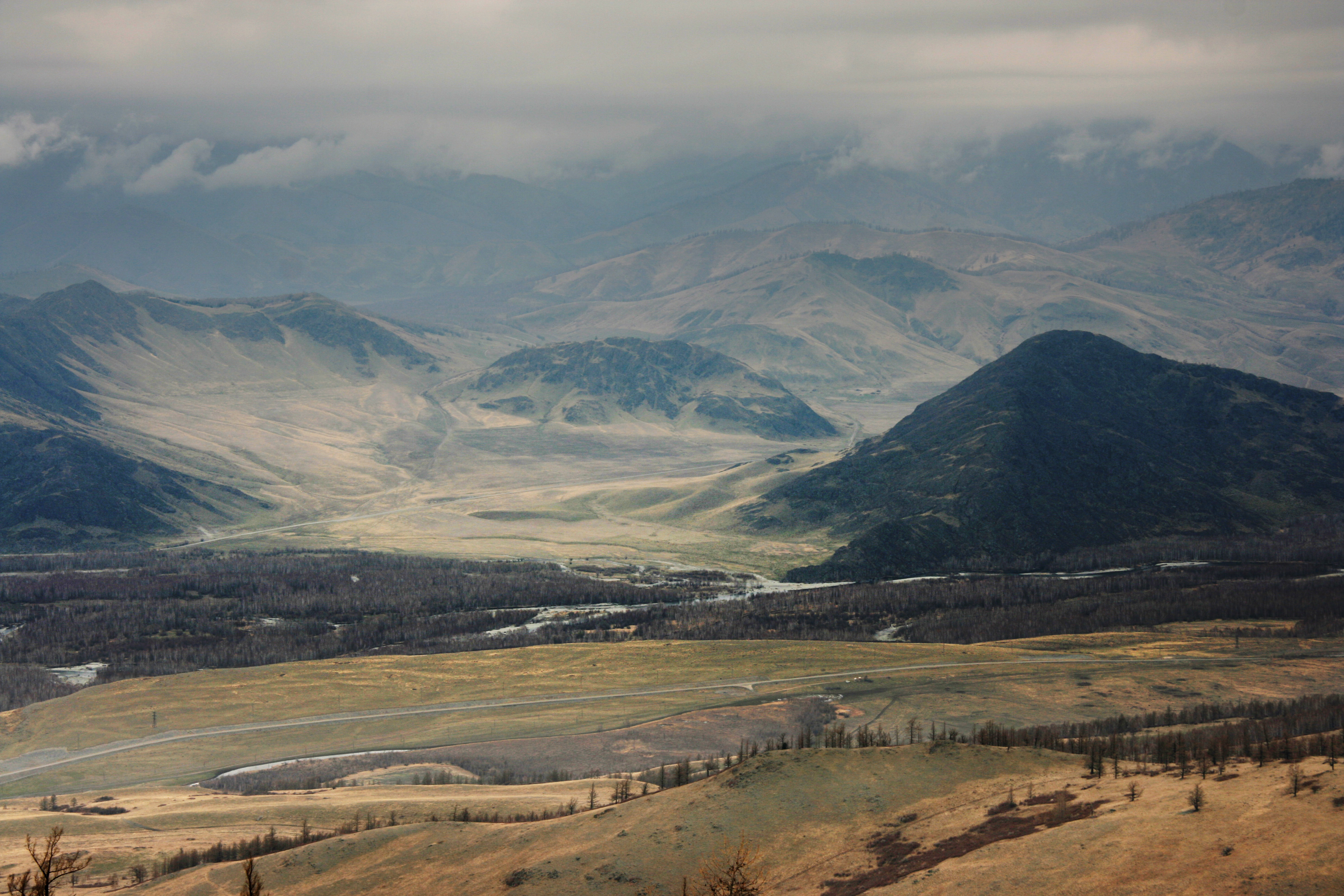

布克特爾馬河是哈薩克斯坦的河流，位於該國東部東哈薩克斯坦州，屬於額爾濟斯河的右支流，發源自阿爾泰山脈南部，河道全長336公里，流域面積12,660平方公里，年平均流量214m³/s（7,600 ft³/s）。

## 外部連結
- Бухтарма （页面存档备份，存于）, Great Soviet Encyclopedia